# 345e régiment d'infanterie
Le 345e régiment d'infanterie (345e RI) est un régiment d'infanterie de l'Armée de terre française constitué en 1914 avec les bataillons de réserve du 145e régiment d'infanterie.
À la mobilisation, chaque régiment d'active créé un régiment de réserve dont le numéro est le sien plus 200.

## Création et différentes dénominations
- 1er avril 1914 : 345e régiment d'infanterie

## Chefs de corps
- 1er avril 1914 : lieutenant-colonel Bruno

## Historique des garnisons, combats et batailles du régiment

### Première Guerre mondiale

#### Affectation
Garnison de Maubeuge

#### 1914
- 28 août au 8 septembre 1914 : Siège de Maubeuge.
- Ce régiment fut fait prisonnier entièrement parmi les 45 000 combattants de la poche de Maubeuge, les soldats furent internés dans les camps allemands de Chemnitz, Soltaut, Hamborn, Minden, etc. jusqu'en décembre 1918-janvier 1919.

## Drapeau
Il porte, cousues en lettres d'or dans ses plis, les inscriptions suivantes :

Insigne du régiment

- Aucune inscriptions

### Sources et bibliographie
- Historique du 345e régiment d'infanterie, Nancy, Berger-Levrault, 32 p., lire en ligne sur Gallica.